# Parocystola
Parocystola é um gênero de traça pertencente à família Agonoxenidae.